# Бзовик (Краљево)
Бзовик је насељено место града Краљева у Рашком округу. Према попису из 2022. било је 116 становника.

## Демографија
У насељу Бзовик живи 161 пунолетни становник, а просечна старост становништва износи 41,2 година (41,4 код мушкараца и 40,9 код жена). У насељу има 61 домаћинство, а просечан број чланова по домаћинству је 3,36.
Ово насеље је великим делом насељено Србима (према попису из 2002. године), а у последња три пописа, примећен је пад у броју становника.
|  |

| Демографија | Демографија | Демографија |
| Година      | Становника  | Становника  |
| ----------- | ----------- | ----------- |
| 1948.       | 341         |             |
| 1953.       | 363         |             |
| 1961.       | 381         |             |
| 1971.       | 375         |             |
| 1981.       | 327         |             |
| 1991.       | 246         | 246         |
| 2002.       | 205         | 206         |

| Етнички састав према попису из 2002.‍ | Етнички састав према попису из 2002.‍ | Етнички састав према попису из 2002.‍ | Етнички састав према попису из 2002.‍ | Етнички састав према попису из 2002.‍ |
| ------------------------------------ | ------------------------------------ | ------------------------------------ | ------------------------------------ | ------------------------------------ |
|                                      |                                      |                                      |                                      |                                      |
| Срби                                 | Срби                                 |                                      | 203                                  | 99,02%                               |
| непознато                            | непознато                            |                                      | 1                                    | 0,48%                                |

| Година пописа     | 1948. | 1953. | 1961. | 1971. | 1981. | 1991. | 2002. |
| ----------------- | ----- | ----- | ----- | ----- | ----- | ----- | ----- |
| Број домаћинстава | 62    | 60    | 60    | 64    | 64    | 66    | 61    |

| Број чланова      | 1  | 2  | 3 | 4 | 5 | 6 | 7 | 8 | 9 | 10 и више | Просек |
| ----------------- | -- | -- | - | - | - | - | - | - | - | --------- | ------ |
| Број домаћинстава | 10 | 19 | 8 | 7 | 5 | 5 | 6 | 1 | 0 | 0         | 3,36   |

| Пол    | Укупно | Неожењен/Неудата | Ожењен/Удата | Удовац/Удовица | Разведен/Разведена | Непознато |
| ------ | ------ | ---------------- | ------------ | -------------- | ------------------ | --------- |
| Мушки  | 82     | 14               | 60           | 7              | 0                  | 1         |
| Женски | 80     | 9                | 62           | 9              | 0                  | 0         |
| УКУПНО | 162    | 23               | 122          | 16             | 0                  | 1         |

| Пол    | Укупно                    | Пољопривреда, лов и шумарство | Рибарство                            | Вађење руде и камена | Прерађивачка индустрија       |
| ------ | ------------------------- | ----------------------------- | ------------------------------------ | -------------------- | ----------------------------- |
| Мушки  | 59                        | 56                            | 0                                    | 0                    | 0                             |
| Женски | 39                        | 20                            | 0                                    | 0                    | 0                             |
| УКУПНО | 98                        | 76                            | 0                                    | 0                    | 0                             |
| Пол    | Производња и снабдевање   | Грађевинарство                | Трговина                             | Хотели и ресторани   | Саобраћај, складиштење и везе |
| Мушки  | 0                         | 1                             | 0                                    | 0                    | 1                             |
| Женски | 0                         | 0                             | 0                                    | 0                    | 0                             |
| УКУПНО | 0                         | 1                             | 0                                    | 0                    | 1                             |
| Пол    | Финансијско посредовање   | Некретнине                    | Државна управа и одбрана             | Образовање           | Здравствени и социјални рад   |
| Мушки  | 0                         | 0                             | 0                                    | 1                    | 0                             |
| Женски | 0                         | 0                             | 0                                    | 1                    | 0                             |
| УКУПНО | 0                         | 0                             | 0                                    | 2                    | 0                             |
| Пол    | Остале услужне активности | Приватна домаћинства          | Екстериторијалне организације и тела | Непознато            | Непознато                     |
| Мушки  | 0                         | 0                             | 0                                    | 0                    | 0                             |
| Женски | 0                         | 0                             | 0                                    | 18                   | 18                            |
| УКУПНО | 0                         | 0                             | 0                                    | 18                   | 18                            |